# Карбатолы
Карбатолы — класс водосодержащих горячельющихся взрывчатых веществ промышленного назначения с химическим составом на основе карбамида. Впервые были созданы в СССР в 70-х годах XX века.

## Физико-химические свойства
Карбатолы — густые, текучие при температурах более 50°С суспензии — имеют свойство отвердевать при остывании в скважине. Обладают высокой скоростью детонации, но нечувствительны к первичным средствам инициирования и маловосприимчивы к механическим воздействиям. Для получения раствора в них добавляется небольшое количество воды (3—5 %). Из-за своей большой плотности и хорошей подвижности такой раствор обеспечивает максимальное заполнение зарядного объёма и позволяют увеличить концентрацию энергии заряда в полтора-два раза по сравнению с гранулированными видами взрывчатых веществ. Структурированные и загущённые карбатолы в состоянии сохраняться в воде до нескольких суток (по некоторым данным до 30) без потери мощности и способности к детонации. Их высокая текучесть и сравнительно низкий температурный порог отвердевания/кристаллизации делает их удобным средством взрывания при отрицательных температурах.
Некоторые разновидности карбатолов (марки Т-15, метализированные ГЛ-10В и др.) нашли широкое применение на открытых горных разработках для взрывной отбойки скважинными зарядами крепких и весьма крепких пород.

## Порядок работы
Как правило, компоненты карбатоловой смеси подготавливаются на специализированной оборудовании горных предприятий, а к месту проведения взрывных работ они доставляются и распределяются по скважинам при помощи специальной смесительно-зарядной техники. Продукты машинного изготовления достаточно текучи и при температурах более 45°С их вполне можно загружать в скважину самотёком.
При снаряжении сухих или осушенных скважин неводоустойчивые компоненты карбатола могут загружаться совместно, с тем, чтобы сам процесс перемешивания проходил в зарядном объёме. При заряжании обводнённых скважин жидкую фазу карбатола необходимо подвергнуть сгущению и структурированию после совмещения с твёрдой фазой.